# Colostygia constricta
Colostygia constricta là một loài bướm đêm trong họ Geometridae.